# Кривенко Віталій Єфремович
Віта́лій Єфре́мович Криве́нко (13 серпня 1937, Кіровоград, тепер — Кропивницький — 24 травня 2020, Кропивницький) — український архітектор, геральдист, заслужений архітектор України, член Національної спілки архітекторів України та ради Українського геральдичного товариства, голова Кіровоградського обласного відділення УГТ, почесний громадянин Кропивницького, автор численних архітектурних проєктів та символіки (герб і прапор) Кропивницького.

## Біографія
Віталій Єфремович Кривенко народився 13 серпня 1937 року в місті Кіровограді (тепер Кропивницький). У 1968 році закінчив Іванівське художнє училище, а у 1975 році Київський інженерно-будівельний інститут, факультет міського будівництва.
Розпочав трудову діяльність у 1959 році на посаді художника-оздоблювача.
1968—1975 рр. працював в Управлінні містобудування та архітектури Кіровоградського облвиконкому.
1976—1987 рр. — головний архітектор м. Кіровограда.
1987—1991 рр. — головний архітектор виробничого об'єднання «Червона Зірка».
1991—1996 роки обіймав посаду начальника управління містобудування, архітектури, землеустрою та землекористування Кіровоградської міської ради.
1996—2012 роки працював у Кіровоградському науковому технічно-лабораторному центрі спеціальних видів робіт у будівництві.
З 1996 року — засновник і голова Кіровоградського обласного відділення Українського геральдичного товариства.
Від 1997 року — заступник голови геральдичної комісії при Кіровоградській обласній раді.
Рішенням Кіровоградської міської ради від 09 вересня 2014 року Кривенку Віталію Єфремовичу присвоєно звання «Почесний громадянин міста Кіровоград».

## Діяльність

### Архітектурні споруди
Автор понад 50 проєктів споруд соціально-культурної сфери, пам'ятників та об'єктів благоустрою.
Найвідоміші споруди, які збудовані за проєктами Віталія Єфремовича Кривенка:
- Меморіальний комплекс загиблим воїнам на Фортечних валах (1981);
- Меморіальний музей М. Л. Кропивницького (1982)[4];
- Пам'ятник Богдану Хмельницькому (1992);
- Скульптура Ангела-провісника (скульптор А. Гончар), встановлена у ніші мансардного поверху головпоштамту (1999—2000);
- Проект реконструкції головного відділення поштового зв'язку м. Кропивницького (2000);
- Пам'ятний знак на честь козака, філософа, письменника — С. Климовського, який встановлено біля хутора Припутні (2003);
- Пам'ятник Ангелу-Охоронцю (скульптор А. Гончар) та Соборна площа біля нього (2004)[5];
- Пам'ятник засновникам заводу «Червона Зірка» братам Роберту та Томасу Ельворті (скульптор М. Олійник) (2004);
- Пам'ятник Олександру Пашутіну на площі біля Кропивницької міської ради, яка оформлена за його проектом (2009);
- Пам'ятники видатним землякам-кропивничанам: лауреату Нобелівської премії Ігорю Тамму (2012), педагогу та піаністу Генріху Нейгаузу (2013), Герою Радянського Союзу Григорію Куроп'ятникову, громадському діячу Володимиру Кириловичу Винниченко (2010);
- Архітектурно-скульптурна композиція «Студентство» (скульптор В. Цісарик) на площі поруч з Центральноукраїнським національним технічним університетом (2013).

Брав участь у розробці генерального плану міста та проектів планування деяких районів, а саме створив Набережну, вулицю Вокзальну та інші.

### Галерея робіт

Пам’ятник О. Пашутіну
Пам'ятник братам Ельворті

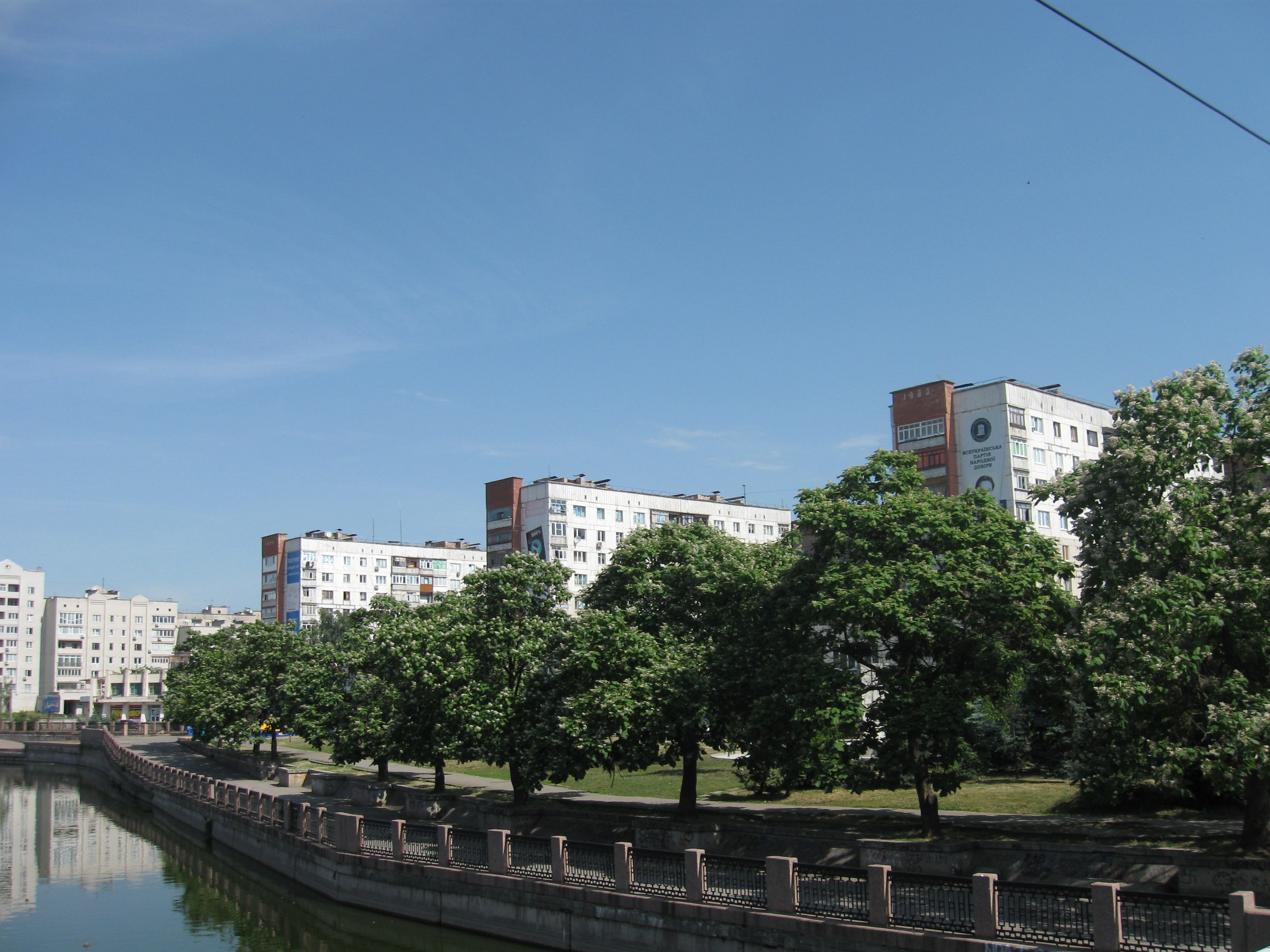
Набережна Інгулу Кропивницького
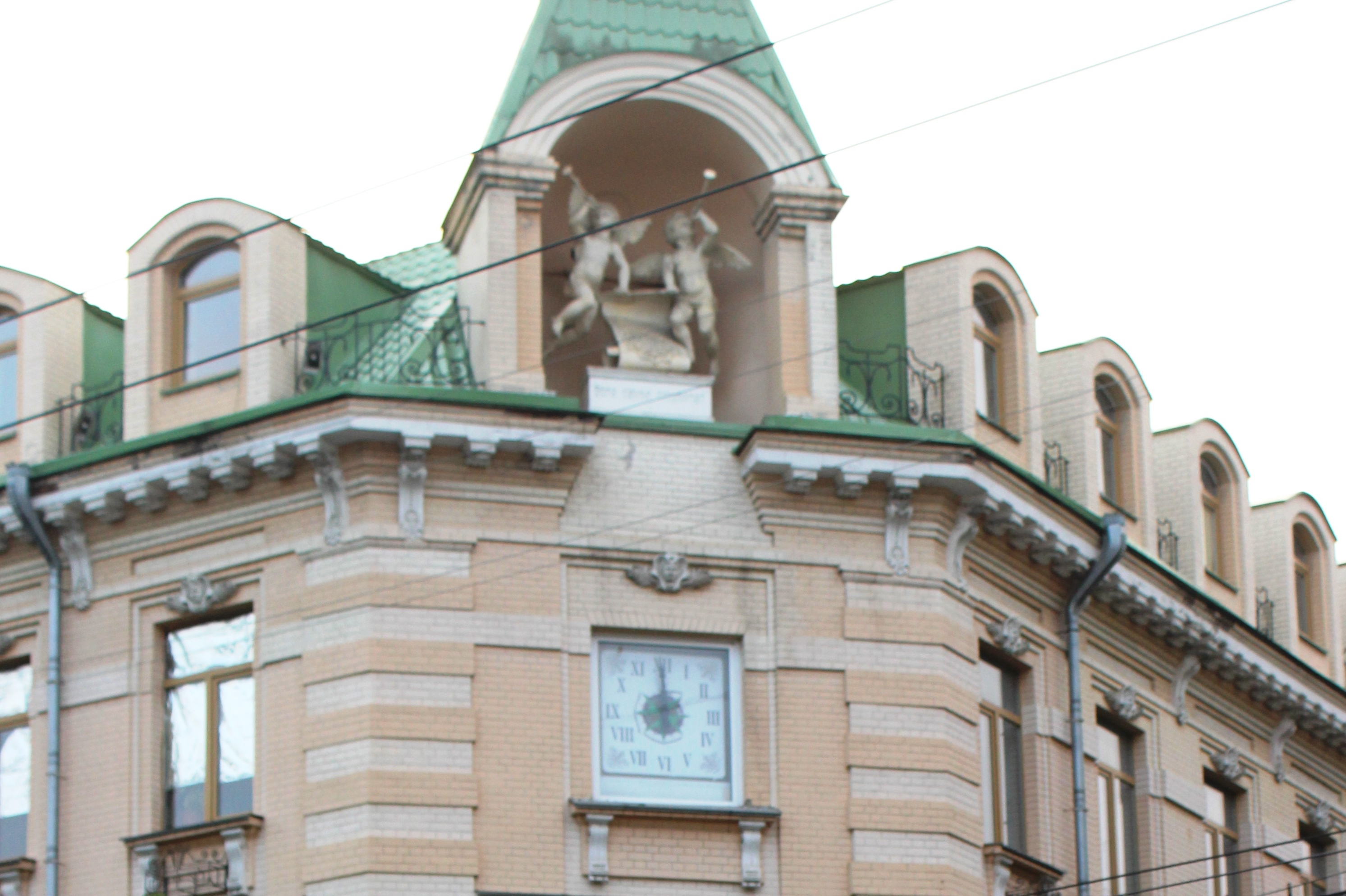
Янголи-провісники на головпоштамті

### Символіка
Кривенко Віталій Єфремович — ініціатор розвитку та відродження геральдичної справи в Україні, голова Кіровоградського обласного відділення Українського геральдичного товариства, автор гербу і прапору міста Кропивницького, автор й співавтор гербів, прапорів адміністративних районів та міст обласного значення Кіровоградської області, а також марок, ювілейних монет та іншої символіки.
| Автори символіки                       | Територіальна приналежність | Герб                                  | Прапор                         | Затверджено                                            |
| -------------------------------------- | --------------------------- | ------------------------------------- | ------------------------------ | ------------------------------------------------------ |
| В. Кривенко В. Сибірцев К. Шляховий    | Кіровоградська область      | Coat of Arms of Kirovohrad Oblast.svg | Прапор Кіровоградської області | від 29 липня 1998 р. № 24 та 23 жовтня 1998 р. за № 38 |
| В. Кривенко                            | місто Кропивницький         |                                       |                                | від 28 лютого 1996 р. за № 56                          |
| В. Кривенко К. Шляховий                | Бобринецький район          | Bobrinetskiy rayon gerb.png           |                                | від 11 серпня 2004 р. за № 292                         |
| В. Кривенко К. Шляховий                | місто Бобринець             |                                       |                                | від 11 січня 2002 р. за № 632                          |
| В. Кривенко                            | Вільшанський район          | Герб-Вільшанського-району.png         |                                | від 31 січня 2003 р. за № 100                          |
| В. Кривенко К. Шляховий                | Добровеличківський район    |                                       |                                | від 7 вересня 2001 р. за № 237                         |
| В. Кривенко О. Полячок                 | Долинський район            |                                       |                                | від 20 грудня 2002 р. за № 87                          |
| В. Кривенко К. Шляховий                | місто Долинська             |                                       |                                | від 28 березня 2007 р. за № 238                        |
| В. Кривенко К. Шляховий                | Знам'янський район          |                                       |                                | від 3 квітня 2001 р. за № 380                          |
| В. Кривенко О. Полячок                 | місто Знам'янка             |                                       |                                | від 12 вересня 2002 р. за № 137                        |
| В. Кривенко К. Шляховий                | Кропивницький район         |                                       |                                | від 17 серпня 2004 р. за № 173                         |
| В. Кривенко К. Шляховий                | Комапаніївський район       |                                       |                                | від 20 травня 2004 р. за № 264                         |
| В. Кривенко                            | Новоархангельський район    |                                       |                                | від 19 березня 2004 р. за № 146                        |
| В. Кривенко                            | Олександрійський район      |                                       |                                | від 25 грудня 2002 р. за № 81                          |
| В. Кривенко В. Нікітінський О. Полячок | місто Олександрія           |                                       |                                | від 31 жовтня 2003 р. за № 326                         |
| В. Кривенко                            | Петрівський район           |                                       |                                | від 28 березня 2003 р. за № 31                         |
| В. Кривенко К. Шляховий                | Світловодський район        |                                       |                                | від 4 серпня 2000 р. за № 183                          |
| В. Кривенко К. Шляховий                | Світловодськ                |                                       |                                | від 26 грудня 2000 р. за № 367                         |
| В. Кривенко К. Шляховий                | Благовіщенський райо́н       |                                       |                                | від 15 вересня 2000 р. за № 244                        |
| В. Кривенко                            | Устинівський район          |                                       |                                | від 12 вересня 2003 р. за № 115                        |

## Нагороди та відзнаки
За значний особистий внесок у державне будівництво, соціально-економічний, науково-технічний, культурно-освітній розвиток України, вагомі трудові здобутки та високий професіоналізм нагороджений такими відзнаками та нагородами:
- Заслужений архітектор України (2009)
- Орден «За заслуги» III ступеня (2003)
- Орден «За заслуги» II ступеня[8] (2017)
- Орден «Преподобного Нестора Літописця» III ступеня
- Почесна грамота Верховної Ради України
- Почесний громадянин міста Кропивницького (9 вересня 2014 року)
- Відзнака виконавчого комітету Кропивницької міської ради «За заслуги» ІІ ступеня
- Відзнака виконавчого комітету Кропивницької міської ради «За заслуги» І ступеня (2015)
- Почесна грамота Кропивницької міської ради та виконавчого комітету
- Лауреат Кропивницької обласної премії імені Якова Паученка в галузі архітектури, геральдики, вексилології та декоративно-ужиткового мистецтва (2004, 2018)
- Медалі лауреата обласних премій